# Belsőmajor (település)
Belsőmajor románul: Crai Nou, falu Romániában, a Bánságban, Temes megyében.

## Fekvése
Rudna mellett fekvő település.

## Története
Belsőmajor (Crai Nou) Korábban Rudna része volt. 1924-1926 között jött létre.
1941-ben 874 lakosából 860 román, 7 magyar, 1956-ban 851 lakosa volt.
A 2002-es népszámláláskor 523 lakosából 515 román, 4 magyar volt.